# Éternels, jusqu'à demain
Albums de Thomas Dutronc
Silence on tourne, on tourne en rond
(2011) Live is Love
(2018)
Éternels, jusqu'à demain est le 3e album de Thomas Dutronc, sorti le 25 mai 2015.

## Description
L'album a été enregistré à Londres.

## Titres
CD 1
| 1.    | Aragon                                           | Louis Aragon                   | David Chiron                   | 3:55 |
| 2.    | Allongés dans l'herbe                            | Frédéric "Méo" Pierrez         | Arnaud Garoux                  | 2:33 |
| 3.    | Croc Madam                                       | Matthieu Chedid                | Matthieu Chedid                | 3:10 |
| 4.    | J'me fous de tout                                | Thomas Dutronc, Françoise Kohn | David Chiron                   | 3:28 |
| 5.    | Qui je suis                                      | Sylvie Arditi, Thomas Dutronc  | David Concato, Norman Langolff | 3:28 |
| 6.    | Princesses                                       | Thomas Dutronc, Arnaud Garoux  | David Chiron                   | 3:17 |
| 7.    | Chez les yé-yé                                   | Serge Gainsbourg               | Serge Gainsbourg               | 3:49 |
| 8.    | Je n'suis personne (en duo avec Jacques Dutronc) | Thomas Dutronc, Françoise Kohn | David Chiron                   | 4:02 |
| 9.    | Archimède                                        | Thomas Dutronc                 | Jérôme Ciosi                   | 3:37 |
| 10.   | Minuit moins le quart                            | Thomas Dutronc, Arnaud Garoux  | David Chiron                   | 4:47 |
| 11.   | I'll see you in my dreams                        | Angus Kahn                     | Isham Jones                    | 3:04 |
| 39:14 |                                                  |                                |                                |      |

Réédition Deluxe : CD 2 (Live manouche à Ferber)
| 1.    | Croc Madam            | 3:50 |
| 2.    | J'me fous de tout     | 3:56 |
| 3.    | Allongés dans l'herbe | 2:36 |
| 4.    | Demain                | 3:26 |
| 5.    | Qui je suis           | 3:26 |
| 6.    | Aragon                | 4:05 |
| 21:22 |                       |      |

## Personnels
Toutes les données proviennent du livret du CD.

### Réalisation
- Enregistré et réalisé par Jon Kelly au "JK Studios"
- Mixé par Jon Kelly et Emre Ramazanoglu sauf "Je n'suis plus personne", "Allongés dans l'herbe" et "Qui je suis" par Hubert Salou à L'Angélina Studio et au Studio Kashmir
- Masterisé par Chab assisté de Paul Marchand à Translab
- Direction artistique : Vincent Carpentier, Thomas Dutronc & Dominique Gau
- Production exécutive : Jimmy Mikaoui & Sophie Delila pour Freak'n'see Music
- Photos & design : Yann Orhan

### Musiciens
- Guitares : Thomas Dutronc, John Parricelli, David Chiron, Matthieu Chedid, Rocky Gresset & Jérôme Ciosi
- Guitare solo : Thomas Dutronc, Rocky Gresset & Angelo Debarre
- Guitare hawaïenne : Thomas Dutronc
- Guitare folk : Thomas Dutronc
- Autres guitares : John Parricelli
- Ukulele : John Parricelli
- Banjo : Jérôme Ciosi
- Basse : Samuel Dixon
- Batteries & percussions : Emre Ramazanoglu & Thomas Dutronc (réalisé au stylo Bic)
- Bouzouki : John Parricelli
- Claviers : Matt Johnson
- Chœurs : Olivia Rose Williams, Emily Hooligan, Sophie Delila, Méo, Thomas Dutronc & Matthieu Chedid
- Programmation : Olivier Dax
- Saz : Jérôme Ciosi
- Violon : Richard George, Tom Pignott Smith et Emma Smith
- Alto : Max Ballie
- Violoncelle : Ian Burdge
- Arrangement cordes : Ian Burdge & Sallie Herbert

## Classements internationaux
| Classement (2015)            | Meilleure position |
| ---------------------------- | ------------------ |
| Belgique (Flandre Ultratop)  | 115                |
| Belgique (Wallonie Ultratop) | 5                  |
| France (SNEP)                | 4                  |
| Suisse (Schweizer Hitparade) | 24                 |